# بانو و ولگرد (فیلم ۲۰۱۹)
بانو و ولگرد (به انگلیسی: Lady and the Tramp) یک فیلم رمانتیک محصول آمریکا به کارگردانی چارلی بین در سال ۲۰۱۹ است. این فیلم اقتباس و بازسازی از بانو و ولگرد پویانمایی والت دیزنی در سال ۱۹۵۵ می‌باشد.

## داستان
این فیلم با اقتباس از انیمیشنی قدیمی با همین نام ساخته شده است و داستان زندگی دو سگ به نام‌های لیدی و ترمپ را نشان می‌دهد. جیم و دارلینگ صاحبان لیدی هستند و تصمیم دارند به مسافرت بروند اما برای اینکه لیدی تنها نماند، از عمهٔ دارلینگ در خواست می‌کنند تا از او مراقبت کند. ولی بعد از آمدن عمه سارا، حادثه ای ناگوار رخ داده و باعث می‌شود لیدی از خانه فرار کند. او در خیابان‌های شهر سرگردان و تنها مانده است تا اینکه با سگی ولگرد به نام ترمپ آشنا شده و از او کمک می‌گیرد…

## بازیگران
- کرسی کلمونس در نقش دارلینگ
- توماس من (بازیگر) در نقش جیم دیر
- ایوت نیکول براون در نقش عمه سارا
- آدریان مارتینز (بازیگر) در نقش الیوت
- آرتورو کاسترو (بازیگر) در نقش جو

## صداپیشگان
- تسا تامپسون در نقش لِیدی
- جاستین ثرو در نقش ترَمپ
- سام الیوت در نقش تراستی
- اشلی جنسن در نقش جاک
- بندیکت وانگ
- جنل مونی در نقش پِگ